# Typ 3 8-cm-Flugabwehrkanone
Die Typ 3 8-cm-Flugabwehrkanone (japanisch 四十口径三年式八糎高角砲 yonju kōkei san-nen-shiki hachi-senchi Kōshahō = 40 Kaliber Typ Taishō 3 8-cm-Flugabwehrkanone) war eine Kanone der Kaiserlich Japanischen Marine für See- und Luftzielbeschuss, die ab dem Jahr 1914 (Jahr 3 der Taishō-Ära nach dem Nengō-Kalender, daher die Jahreszahl der Benennung) entwickelt wurde. Der Einsatz erfolgte ab 1916 bei den Seestreitkräften und ab 1940 bei den Marine Speziallandungskräften.

## Hintergrund
Noch vor Beginn des Ersten Weltkriegs wurde von der Kaiserlich Japanischen Marine der Bedarf an einer schweren Flugabwehrkanone für Großkampfschiffe gesehen. Daher wurde noch im Jahr 1914 mit der Entwicklung einer entsprechenden Waffe begonnen. Basis war die Typ 41 3-Inch-Kanone, eine Lizenzkopie eines britischen Geschützes, welches als Torpedobootsabwehrwaffe auf verschiedenen, vor dem Krieg in Europa gefertigten, großen Schiffen eingesetzt wurde.

## Entwicklung
Das Geschütz erhielt eine neue Lafette, die den Höhenrichtbereich auf +75° erweiterte. Zudem wurde ein Keilverschluss an Stelle des Schraubenverschlusses verwendet. Dieser wurde zudem in einem Winkel von 45° angeordnet, um den Ladevorgang bei größerem Ladewinkel zu erleichtern. An Stelle Kartuschenmunition wurde nun Patronenmunition geladen, so dass dieser Vorgang ebenfalls beschleunigt werden konnte. Bis 1916 waren die Erprobungen abgeschlossen und die Fertigung eingerichtet.

## Technik

### Waffe
Das Geschütz besteht aus drei Teilen:
- Rohr
- Oberlafette mit Rohrrücklauf
- Unterlafette mit Pivot

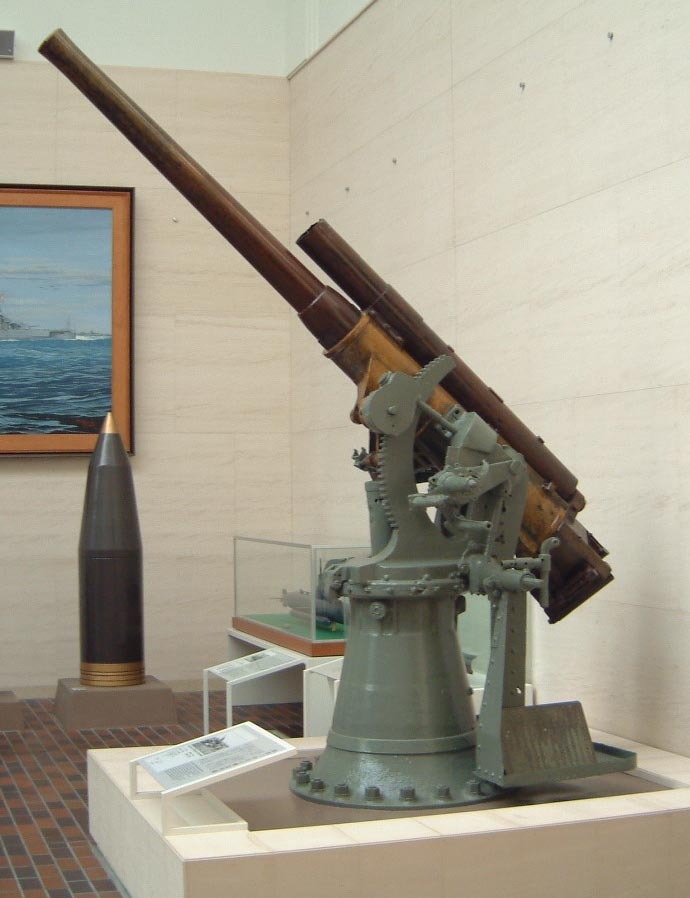
Typ 3 8-cm-Flugabwehrkanone im Yasukuni-Schrein in Tokyo

Das Rohr mit Verschluss hatte eine Länge von 3,203 m, Rohr und Kammer waren 3,048 m lang (L/40). Es besaß einen diagonal eingebauten, halbautomatischen Querkeilverschluss und war beweglich in einer Rohrmanschette eingebaut. Zunächst wurden Mehrlagenrohre, verwendet. Die ersten Serienrohre hatten 16 Züge mit Rechtsdrall (Dralllänge 1 zu 28) eingefräst. Das Zugkaliber betrug 9,300 mm bei 1,00 mm Tiefe. Das Feldkaliber betrug 4,070 mm. Ab der Version Typ Taisho 11 (siehe unter Produktion und Einsatz) wurden 24-zügige, einteilige, kaltgestreckte Rohre verwendet. Diese hatten ein Zugkaliber von 5,095 mm bei ansonsten gleichen Werten.
Die Oberlafette bestand aus einem federhydraulischen Brems- und Vorholmechanismus in einem Rohr oberhalb der Rohrmanschette. Sie war an zwei  Drehachsen vertikal beweglich an der Unterlafette befestigt. Die Unterlafette bestand aus den mechanischen Richtmechanismen, die durch Handräder bedient wurden. Das Richten erfolgte optisch. Bei der Verwendung von Feuerleitanlagen wurden die Werte an Skalen neben dem Geschütz übermittelt und dieses dann entsprechend auf Zuruf manuell eingerichtet. Die Höhenrichtung erfolgte über eine gebogene Zahnstange an der linken Seite. Dort stand auch der Höhenrichtschütze. Die Seitenrichtung erfolgte über einen Zahnkranz am oberen Ende des Pivot. So war ein Höhenrichtbereich von −7° bis +75° und ein Seitenrichtbereich von bis zu 360° möglich, je nach Einbausituation.

### Munition

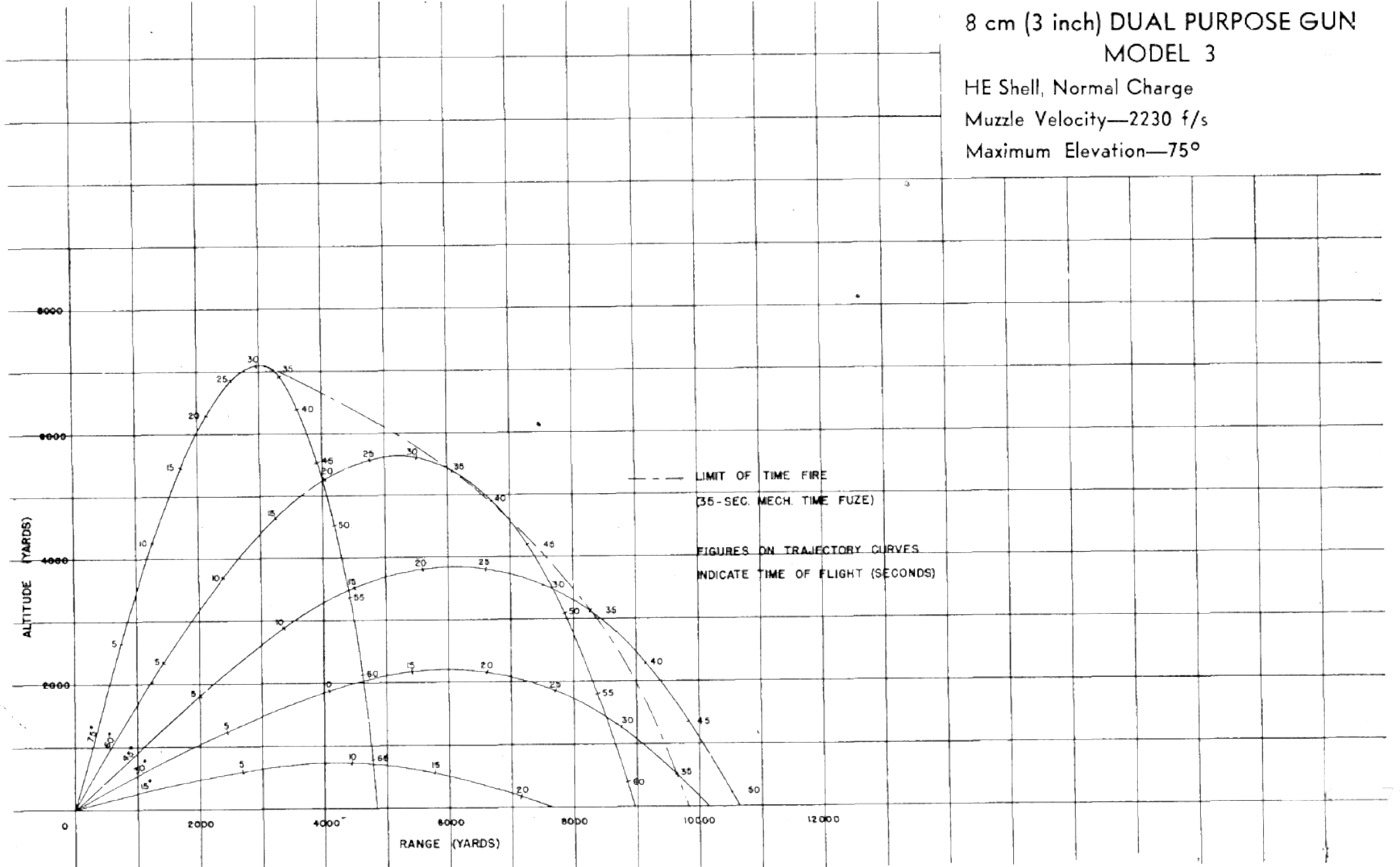
Flugbahnkurven der Typ 3 8-cm-Flugabwehrkanone

Als Geschosse kamen zuletzt das 8 cm Normalgeschoss Nummer 3 Modell 1 (Sprenggeschoss), das 8 cm Spezial Normalgeschoss Typ 1 (panzerbrechendes Sprenggeschoss), ein 8 cm U-Boot-Abwehrgeschoss und eine 8 cm Exerzierpatrone zum Einsatz. Das U-Boot-Abwehrgeschoss hatte eine abgeflachte Geschossspitze und eine hydrodynamisch günstige Formgebung. Über die vor dem Pazifikkrieg verwendete Munition liegen keine Informationen vor.
Die Treibladung war in einer Hülse aus Messing, später aus Stahl, von knapp 41 cm Länge und 3,25 kg Gewicht untergebracht. Das Treibladungsgewicht lag bei 0,9 kg. Die Munition wurde patroniert gelagert und an die Waffe geliefert.
Als Zünder kamen je nach Feuerauftrag Zeitzünder oder Aufschlagzünder mit Zerlegezünder (30 Sekunden) zum Einsatz.
| Bezeichnung                                                            | Bild                                  | Gewicht  | Gewicht     | Sprengstoff    | Zünder                                                              |
| Bezeichnung                                                            | Bild                                  | Geschoss | Sprengstoff | Sprengstoff    | Zünder                                                              |
| ---------------------------------------------------------------------- | ------------------------------------- | -------- | ----------- | -------------- | ------------------------------------------------------------------- |
| 8 cm Normalgeschoss Nummer 3 Modell 1 (Sprenggeschoss)                 | 8 cm Normalgeschoss Nummer 3 Modell 1 | 5,99 kg  | 480 g       | Trinitroanisol | Typ 5 Zeitzünder, Typ 88 Aufschlagzünder, 30-Sekunden-Zerlegezünder |
| 8 cm Spezial Normalgeschoss Modell 1 (panzerbrechendes Sprenggeschoss) | 8 cm Spezial Normalgeschoss Modell 1  | 5,31 kg  | 410 g       | Trinitroanisol | Typ 1 Aufschlagzünder, 30-Sekunden-Zerlegezünder                    |
| 8 cm Exerziergeschoss                                                  | 8 cm Exerziergeschoss                 | 5,2 kg   | ohne        | kein           | ohne                                                                |
| 8 cm U-Boot-Abwehrgeschoss                                             |                                       | 5,3 kg   | 670 g       | Trinitroanisol | Typ 88 Aufschlagzünder mit Verzögerung                              |

Mit der Munition war eine Maximalschussweite von 10800 m möglich. In der Flugabwehr lag die maximale Schusshöhe bei 7100 m.

## Produktion und Einsatz
Die Serienfertigung begann 1916 unter der offiziellen Benennung 40 Kaliber Typ 3 3-Inch-Flugabwehrkanone. Da geplant war, alle vorhandenen Großkampfschiffe mit der Waffe auszustatten, wurde eine größere Fertigung vorbereitet.
Im Oktober 1917 erfolgte die offizielle Umbenennung aller Längenmaße auf das metrische System und die Waffe wurde umbenannt in 40 Kaliber Typ 3 8-cm-Flugabwehrkanone. Das tatsächliche Kaliber 7,62 cm wurde dabei aufgerundet.

### Seestreitkräfte

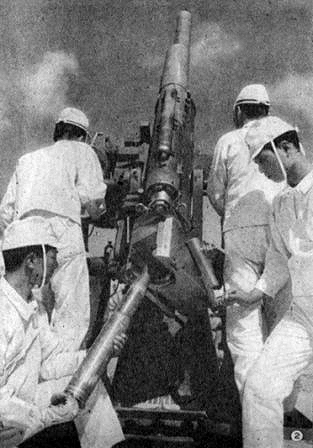
Geschützexerzieren an der 8-cm-Flugabwehrkanone

Der Einbau erfolgte auf nahezu allen Schiffen, die Ende des Ersten Weltkriegs im Dienst waren oder bis Mitte der 1920er Jahre in Dienst gestellt oder geplant wurden. Dies umfasste unter anderem folgende Klassen und Schiffe:
- Schlachtschiffe der Kawachi-Klasse
- Schlachtschiffe der Nagato-Klasse
- Schlachtschiffe der Fusō-Klasse
- Schlachtschiffe der Ise-Klasse
- geplante Schlachtschiffe der Tosa-Klasse
- geplante Schlachtschiffe der Kii-Klasse
- Schlachtkreuzer der Kongō-Klasse
- Leichter Flugzeugträger Hōshō
- Schwere Kreuzer der Furutaka-Klasse (Planung)
- Geschützte Kreuzer der Chikuma-Klasse
- Leichte Kreuzer der Tenryū-Klasse
- Leichte Kreuzer der Kuma-Klasse
- Leichte Kreuzer der Sendai-Klasse
- Leichte Kreuzer der Nagara-Klasse
- Seeflugzeugträger Wakamiya, Notoro und Kamoi
- U-Boot-Versorger der Jingei-Klasse

Hinzu kommen noch verschiedene Hilfsschiffe und kleinere Einheiten, die mit dem Geschütz ausgerüstet wurden.
Ab 1922 kam eine verbesserte Version mit mehr Zügen zum Einsatz. Diese erhielt die offizielle Bezeichnung 40 Kaliber Typ 11 8-cm-Flugabwehrkanone, war aber ansonsten optisch nicht vom Vorgängermodell zu unterscheiden. In den 1930er Jahren erfolgte bei den meisten großen Einheiten der Umbau auf die deutlich bessere Typ 89 12,7-mm-Flugabwehrkanone und die Typ 96 25-mm-Maschinenkanone. Die meisten sonstigen Einheiten behielten aber die 8-cm-Flugabwehrkanone. Mit dem Auslaufen des Washingtoner Flottenabkommens und dem Beginn des Krieges gegen China wurden weitere Schiffe geplant, wobei Handelsschiffe und kleinere Klassen regulär mit der Waffe ausgestattet werden sollen. Das betraf letztendlich hunderte Schiffe, für die eine entsprechende Fertigung vorgehalten werden musste.

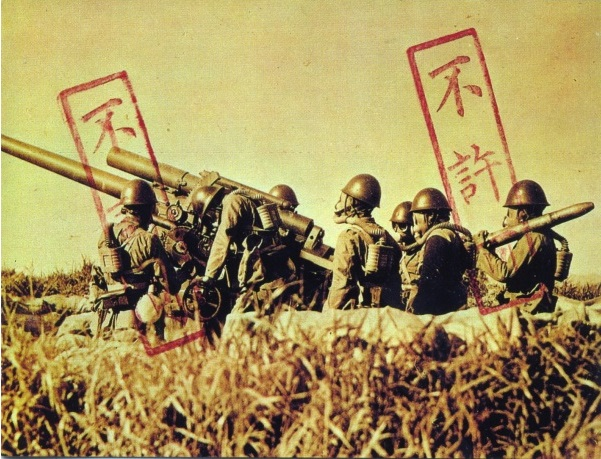
Geschützexerzieren unter Gas-Schutz an der Typ 3 8-cm-Flugabwehrkanone, Marine Spezial-Landungskräfte

Für die Flugabwehr auf Schiffen der ersten Linie war die Waffe aufgrund des technischen Fortschritts ab Mitte der 1920er Jahre kaum noch geeignet. Auf den kleineren Schiffen ergab sie zumindest eine Möglichkeit, sich zu wehren. Zudem waren aufgrund der Kriegslage und der nötigen Modernisierungen und Neubauten ab 1937 nur noch wenige Ressourcen für die Entwicklung eines Ersatzes vorhanden. Daher blieb die 8-cm-Flugabwehrkanone in allen drei Varianten bis Kriegsende im Einsatz.

### Marine-Speziallandungskräfte
Ab 1940 war die 8-cm-Flugabwehrkanone Teil der Grundausstattung der Einheiten der Marine-Speziallandungskräfte. Es wurde ein spezieller, vierrädriger Transportanhänger geschaffen, der unter anderem diese Waffe in zusammengebautem Zustand transportieren konnte. Daher kam sie überall im Pazifik und in Japan zum Einsatz, wo die Marine Stützpunkte und Flugplätze schützen wollte. Trotz des Alters bewährte sich die Waffe dort wo sie zum Einsatz kam als zuverlässige und ausreichend wirksame Infanterieunterstützungswaffe. Sie konnte auch in der Flugabwehr im unteren und mittleren Höhenbereich, in denen die meisten Angriffe erfolgten, noch wirksam werden, auch wenn die Genauigkeit im Vergleich zu zeitgemäßeren Systemen deutlich abfiel.

## Nachfolger
Die 8-cm-Flugabwehrkanone wurde Anfang der dreißiger Jahre auf größerem Einheiten der ersten Linie ersetzt durch die Typ 89 12,7-cm-Flugabwehrkanone und die Typ 96 25-mm-Maschinenkanone im Nahbereich. Für die neuen Leichten Kreuzer ab 1937 wurde die Typ 98 8-cm-Kanone geschaffen, die aber im Wesentlichen nur eine überarbeitete Version der Typ 11 8-cm-Flugabwehrkanone darstellte.
Auf Handelsschiffen sollte sie ab 1942 durch die im Seezielbeschuss wirksameren 12-cm- und 20-cm-Kurzrohrkanonen ersetzt werden, was aber aufgrund der Produktionsbeschränkungen durch den Ressourcenmangel nicht mehr vollständig erfolgen konnte. Zudem erfolgten die meisten Angriffe durch U-Boote und Flugzeuge, gegen die die neuen Kanonen nur wenig helfen konnten. Insbesondere in der Flugabwehr zeigte sich hier besonders das Fehlen von Flugabwehrwaffen mittleren Kalibers, die es auch bis Kriegsende nicht gab.
Auf kleineren und Hilfseinheiten blieben die 8-cm-Kanonen bis Kriegsende im Einsatz, weil es in diesem Sektor keinen entsprechenden Nachfolger gab.